# Oldřich Velenský z Mnichova
Oldřich Velenský z Mnichova (latinsky Ulrich Velenus Minhoniensis; kolem 1495 Mnichov u Zahrádek – po 1531) byl český humanistický tiskař, spisovatel a překladatel.

## Život
Narodil se zřejmě kolem roku 1495 ve vsi Mnichov poblíž České Lípy. Pocházel ze stavu nižší šlechty. V roce 1515 získal titul bakaláře na pražské univerzitě, poté patrně pobýval nějakou dobu v Paříži, později se přesunul do Wittenbergu, kde se seznámil s učením německého teologa Martina Luthera. Knihtiskařem se vyučil buď roku 1517 v Basileji, anebo roku 1519 v Norimberku. Předtím se pravděpodobně od roku 1518 zaučoval v českobratrské tiskárně Mikuláše Klaudyána v Mladé Boleslavi. Na podzim roku 1519 zahájil Velenský činnost své tiskárny v Bělé pod Bezdězem, v listopadu roku 1520 však od tiskařského řemesla z neznámých důvodů upustil a uchýlil se na Moravu, kde navazoval kontakty s moravským zemským hejtmanem Arklebem z Boskovic, soudí autoři Lexikonu české literatury. Podle Petra Voita ovšem tiskárnu řídil i nadále do roku 1521. Velenského jméno je pak v písemných pramenech zaznamenáno až k roku 1530, když žil v Benátkách nad Jizerou, kde kněz Jan Augusta spravoval sbor jednoty bratrské. Po roce 1531 již o Velenském chybí jakékoliv zprávy, proto se předpokládá, že zemřel někdy po tomto roce.

## Tiskárna a dílo

### Tiskárna

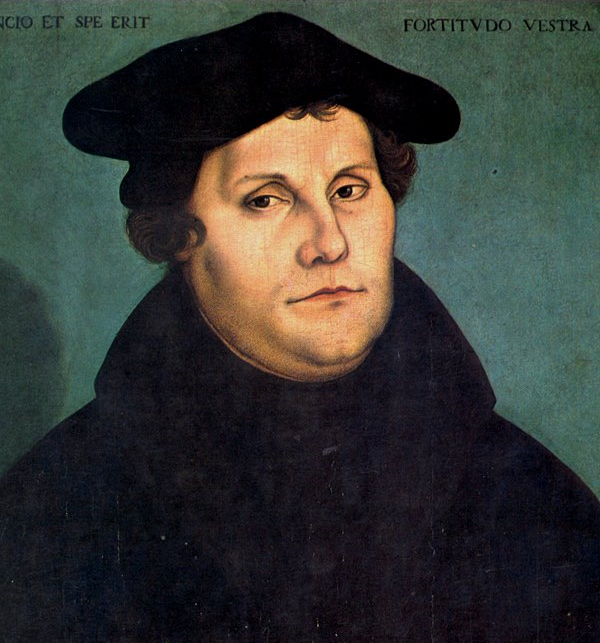
Martin Luther

Velenský ve své tiskárně v Bělé pod Bezdězem tiskl zjevně pouze spisy v češtině, jelikož se ztotožnil s programem národního humanismu, který vytvořil Viktorin Kornel ze Všehrd, a chtěl myšlenky předávat i lidem, jež neovládali latinu. Ve Velenského tiskárně se tisklo novogotickým písmem, švabachem. Vedle Řehoře Hrubého z Jelení Velenský překládal a vydával dílo Erasma Rotterdamského, konkrétně vydal jeho spis Přeutěšená a mnoho prospěšná knieha … o rytíři křesťanském (1519). V roce 1520 přeložil a vydal dialogy starořeckého filozofa Lúkiana s názvem Kratochvilní, spolu i požiteční listové a žaloby chudých a bohatých. Z díla italského humanisty Marsilia Ficina přeložil a vydal satiru V tomto sebránie o těchto věcech pořádně se pokládá spis vtipný …, kterak pravda k kardinálu Riarovi přišla (1520). Velenského tiskárně se připisuje i vydání značně poškozeného spisu jménem Rokovánie dvú osob Paškvila a Cyra (1520?), jenž z latiny opět přeložil Velenský a původně se jednalo o spis neznámého italského autora. Též přeložil a vydal polemiku Spolurozmlúvání svatého Petra apoštola a najsvatějšího Julia Druhého papeže … o moci cierkevní a též církve hlavě (1520). Velenský se rovněž věnoval překladu díla německého teologa Martina Luthera, z jehož spisů přeložil a vydal Výklad o Antikristovi (1520) a možná i kázání O velebné svátosti svatého pravého těla Kristova … řeč (8. května 1520), které bylo snad prvním dílem Martina Luthera, jež bylo přeloženo do národního jazyka z němčiny. Z domácího prostředí tiskl a publikoval Velenský traktáty kněze Lukáše Pražského.

### Dílo
Velenský sepsal vlastní latinský traktát, jehož zkrácený název zní Petrum Romam non venisse a poprvé vyšel roku 1520 v Augsburgu. Velenský v něm zpochybňuje umučení svatého Petra v Římě a argumentuje proti autoritě papežského stolce, přičemž vychází z myšlenek Matěje z Janova či Mikuláše z Drážďan. Tento text dosáhl mezinárodního úspěchu, poněvadž ho využil Martin Luther v protipapežské polemice a byl opakovaně vydáván. Velenského traktát byl přeložen do němčiny a italštiny. V roce 1559 zařadil papež Pavel IV. tento spis na seznam zakázaných knih a o pět později (1564) ho zase zakázal tridentský koncil. Roku 1531 Velenský ještě zpracoval naučný spis Spis, že člověk může před morem ujíti, jenž po Velenského smrti vytiskl Jan Severin mladší.